# Game Park

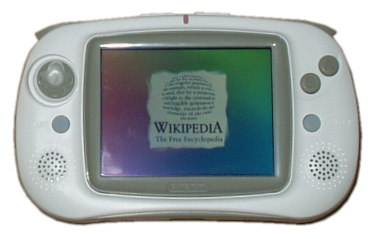
Game Park GP32

Game Park is een handheldmaker die al ten tijde van de Game Boy van Nintendo ook een draagbare spelcomputer gemaakt had, die volgens sommigen beter was dan de Game Boy, genaamd GP32.
De Koreaanse Game Park bleef relatief onbekend omdat men had besloten de GP32 niet naar Europa te brengen.
Nu is Game Park bezig aan een concurrent voor de Nintendo DS en Sony's PSP, genaamd XGP.